# Patricia Severín
Patricia Severín (Rafaela, 10 de agosto de 1955) es una escritora y editora argentina. Nació en Rafaela (provincia de Santa Fe - Argentina) y vivió muchos años en la ciudad de Reconquista, lugar donde reside.
Trabajó como productora agropecuaria en zonas rurales al noroeste de su provincia mientras estudiaba el profesorado de Castellano Literatura y Latín. No ejerció la docencia sino que se dedicó a su labor de escritora y, desde el 2012, al trabajo full time de su editorial, Palabrava. La misma fue creada junto a las escritoras Alicia Barberis y Graciela Prieto Rey. En la actualidad es la directora de este proyecto. El objetivo de la editorial es que la literatura, en particular la del nordeste argentino, se difunda por el mundo.

## Vida
Nació en la ciudad de Rafaela, conocida como el corazón de la pampa gringa. Mayor de cuatro hermanos (dos mujeres y dos varones), su padre fue el arquitecto Marcos Aurelio Severín, quien se dedicó a la astronomía y a investigar la lluvia de meteoritos en Campo del Cielo, cerca de la localidad de Gancedo (provincia del Chaco). Su madre, María de las Mercedes Capózzolo, nacida en Reconquista, ejerció la docencia en el área de la geografía.
Se casó a los 18 años con Daniel Reynaldo López y tuvo cuatro hijas mujeres y un varón, la menor de las cuales falleció a los nueve meses.
A los 28 años, después de su separación, comenzó a estudiar Lengua, Literatura y Latín en el profesorado de Reconquista. En la escritura, su primera maestra fue María Angélica Scotti, quien también por esos años residía en esa ciudad.
Realizó un posgrado de tres años en psicología gestáltica en AGBA (Asociación Gestáltica de Buenos Aires).
Su segundo casamiento con Carlos Raúl Picech, en 2010.

## Obra publicada

### Cuentos
- Las líneas de la mano. Santa Fe: Editorial Universidad Nacional del Litoral, 1996.
- Solo de amor. Santa Fe: Sade y Lux, 1999.
- Helada Negra. Santa Fe: Editorial Universidad Nacional del Litoral y Editorial Palabrava, 2016.
- Mamá quiere ver las rosas y otros cuentos. Chaco: ConTexto Editorial, 2020.

### Novelas
- :salir de cacería. Santa Fe: Palabrava, 2013.
- La Tigra. Corrientes: Moglia Ediciones, 2018.
- Te quedan lindas las trenzas. Santa Fe: Palabrava, 2021; Pro Latina Press 2021.

### Poesía
- La loca de ausencia. Santa Fe: Libro de Tierra Firme, 1991.
- Amor en mano y cien hombres volando (escrito junto a Graciela Geller y Adriana Díaz Crosta). Santa Fe: Libros de Tierra Firme, 1993.
- Poemas con bichos. Santa Fe: Vinciguerra, 2001.
- Libro de las certezas. Santa Fe: Centro Editor Latinoamericano, 2006.
- El universo de la mentira. Santa Fe: Palabrava, 2011.
- Poemas con bichos (2.ª Edición). Santa Fe: Palabravas Fundación Cultural, 2011.
- Abuela y la niña; con fotografías de Beatriz Leguiza. Santa Fe: Palabrava, 2012.
- Amor en mano y cien hombres volando (2.ª Edición). Santa Fe: Editorial de l’Aire, 2016.
- Poemas con bichos (3.ª Edición). Buenos Aires: Ediciones Del Dock, 2017.
- Muda. Buenos Aires: Ediciones Del Dock, 2018.
- Eclipses Familiares. Tafalla, España: Fundación María del Villar Berruezo, 2019.
- Poemas con bichos (4.ª Edición). Kingwood, TX: mediaisla editores, ltd. 2019.

## Antologías
- Fabulaciones y cantares. Santa Fe: Banco Bica, sin fecha.
- Santa Fe en su literatura. Santa Fe: Banco Bica, sin fecha.
- El segundo juego. Santa Fe: Banco Bica, sin fecha.
- Huellas de palabras. Santa Fe: Banco Bica, sin fecha.
- La ventana mágica de los sueños. Santa Fe: Rotary Club, y diario El Litoral de Santa Fe, sin fecha. Recibió el premio Alicia Moreau de Justo.
- El primer siglo. Buenos Aires: Secretaría de Cultura de la Municipalidad de Buenos Aires, sin fecha.
- El 101. Santa Fe: Las Tierras Planas y Universidad del Litoral (premio Subsecretaría de Cultura).
- Y beber todas juntas el agua con las manos. Santa Fe: Subsecretaría de Cultura de la Provincia, sin fecha.
- Antología mínima. Reconquista (provincia de Santa Fe): Secretaría de Cultura, sin fecha.
- Poesía argentina de fin de siglo. Reconquista (provincia de Santa Fe): Secretaría de Cultura, sin fecha.
- Cuentistas argentinos de fin de siglo. Reconquista (provincia de Santa Fe): Secretaría de Cultura, sin fecha.
- Quién es ella en Santa Fe. Santa Fe: Vinciguerra, sin fecha.
- Concurso regional de poesías y cuentos (edición de Gloria de Bertero). Alvear (provincia de Corrientes): Casa de la Cultura, sin fecha.
- Luz inagotable. Santa Fe: SADE y Universidad del Litoral, sin fecha.
- Palabras rafaelinas. Rafaela (provincia de Santa Fe): Escritores Rafaelinos Agrupados, sin fecha.
- Letras del desamor (selección de poesía de autores contemporáneos). Uruguay: Bianchi Editores,
- Nueve mujeres (tarjetas ilustradas). Dos ediciones, sin lugar y sin fecha.
- Padre río (cuentos y poemas del río Paraná). Santa Fe: Desde la Gente,
- Pertenencia (cuentos y relatos del nordeste argentino), con selección y prólogo de Mempo Giardinelli. Instituto Movilizador de Fondos Cooperativos. Santa Fe: Desde la Gente, sin fecha.
- Poesía latinoamericana Argentina-Perú, con selección y prólogo de Mempo Giardinelli. Instituto Movilizador de Fondos Cooperativos. Rosario: Edición Poesía de Rosario, sin fecha.
- Poetas argentinas (1940-1960), selección y prólogo de Irene Gruss. Santa Fe: Ediciones del Dock, sin fecha.
- Las 40 (poetas santafesinas 1922-1981), compiladas por Concepción Bertone. Santa Fe: Ediciones Universidad del Litoral, sin fecha.
- 2010: Una isla en la isla. Latin Heritage Foundation, 2010.
- 2011: Poemas inolvidables. Latin Heritage Foundation, 2011.
- 2020: Confines de la Patria (Tomo I). Ediciones Desde la Gente.

## Distinciones
- Primer Premio en cuento, Concurso Nacional Alicia Moreau de Justo.
- Primer Premio en cuento Las Tierras Planas.
- Premio Publicación Subsecretaría de Cultura de la provincia de Santa Fe.
- Faja de Honor de la Sociedad Argentina de Escritores por Las líneas de la mano y La loca de ausencia.
- Premio Poesía del Fondo Nacional de las Artes, con Poemas con Bichos y Premio Municipalidad de Buenos Aires para la misma obra.
- Premio Macedonio Fernández para Libro de las certezas.
- Premio Publicación Manuel Mujica Láinez por su cuento Muro de viento.
- XXIV Certamen de poesía María del Villar de Tafalla 2018 (ex aequo)[7]

## Editorial Palabrava
Desde su nacimiento en enero del 2012, Editorial Palabrava trabaja –sobre todo- en la difusión de escritores y escritoras de Santa Fe. Esta provincia cuenta con excelentes narradores y poetas, no siempre reconocidos en la centralidad del país. Es por eso que la editorial ha inscripto en estos años un nuevo lema “del nordeste al mundo”, abarcando así no sólo su provincia, sino también la amplia región mesopotámica de la Argentina, para hacer conocer a sus escritoras/es, más allá de las fronteras, en libros físicos y en e-books.
Son muchas las colecciones que ha publicado Palabrava. Las dos en las que sigue trabajando son “Rosa de los vientos”, poesía y narrativa (cuentos y novelas), con fotografías de tapa de diversos fotógrafos/as, y “Anamnesis”, de gran belleza visual, en donde se da la voz a poetas del país, que se conjugan con las fotografías de diversos autores/as.

## Páginas webs relacionadas
- Patricia Severín Blog Archivado el 23 de agosto de 2016 en Wayback Machine..
- Sitio de la editorial Palabrava.
- Perfil de Patricia Severín en el sitio web Facebook.
- Perfil de la editorial Palabrava en el sitio web Facebook.

- Datos: Q29121880